# مركز الدراسات الاشتراكية
مركز الدراسات الاشتراكية ، هو مركز تنظيمي لنشر الأفكار الاشتراكية والسياسة يقع في الجيزة، مصر. ينتج المركز ويبيع كتب نظرية يسارية، ومجلات ونشرات، فضلاً عن المؤتمرات المفتوحة للمناسبات العامة والمحاضرات حول القضايا السياسية. لا يحصل المركز على أي تمويل سواء حكومي أو تمويل منظمة غير حكومية ولكن هناك حديث عن تمويل من حزب العمال الاشتراكي البريطاني، ويعتد بدلاً من ذلك على التبرعات المالية والهبات من أعضاء المركز والمؤيدين. تم تأسيس المركز في بداية الألفية الثالثة، على يد الاشتراكي الثوري كمال خليل.

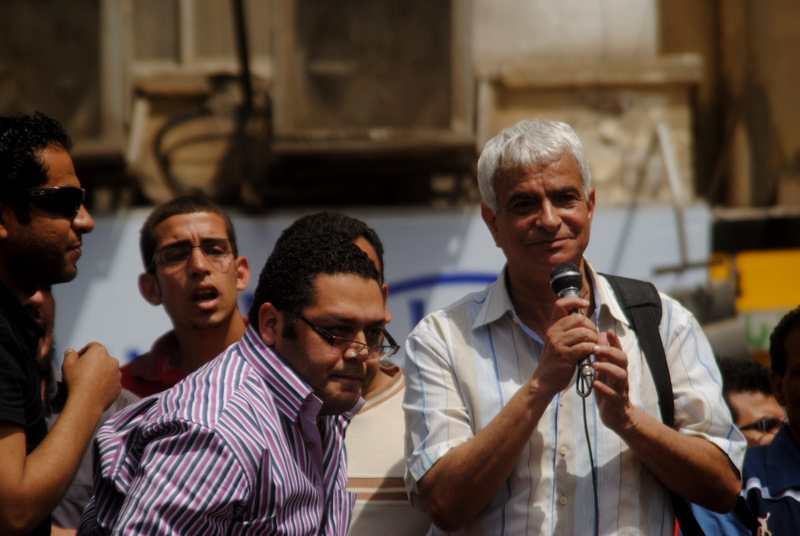
كمال خليل مؤسس المركز و العضو في حركة كفاية
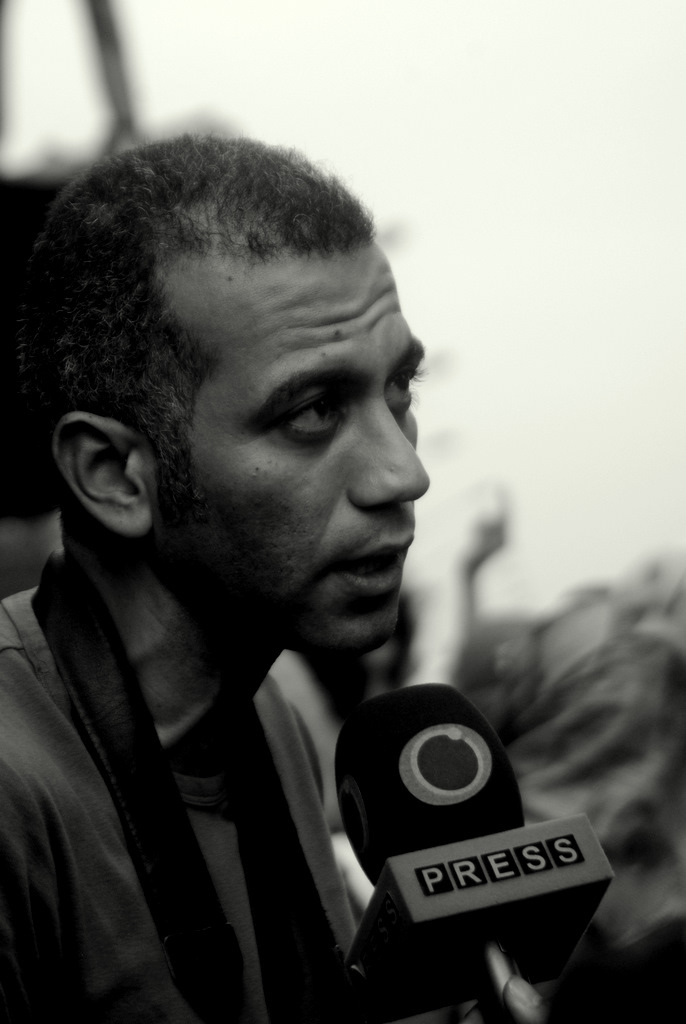
حسام الحملاوي الشهير بعرباوي القيادي بالمركز و عضو حركة الاشتراكيين الثوريين

## وصلات خارجية
- موقع مركز الدراسات الاشتراكية
- الحساب على الفيسبوك  على فيسبوك.
- الحساب على تويتر
- المحطة على اليوتيوب